# Viki Miljković
Violeta "Viki" Miljković (srbska cirilica Виолета Миљковић), srbska pevka in profesorica glasbe, * 18. december 1974, Niš.
Kariero je začela leta 1992, njen vrhunec pa je dosegla leta 2005. Od leta 2016 je članica žirije v glasbenem šovu Zvezde Granda.

## Biografija
Viki je bila rojena v Nišu, kjer je tudi obiskovala osnovno šolo "Maršal Tito". Leta 1989 se je vpisala v srednjo glasbeno šolo "Dr Vojislav Vučković", nakar je dokončala glasbeno akademijo v Prištini.
Čeprav njena starša Zorka in Svetomir sprva nista podpirala hčerinega ukvarjanja s petjem, je Viki leta 1992 posnela svoj prvi album Loša sreća. Prvi večji uspeh je zabeležila naslednje leto z albumom Hajde, vodi me odavde, s katerega sta uspešnici širom nekdanje Jugoslavije postali pesmi Hajde, vodi me odavde in Nikom nije lepše nego nama. V naslednjih dveh letih je izdala še dva albuma, na katerih so se nahajale znane pesmi Srbija (Volim momke koji piju rakiju), Nebeske suze in Tunel. Leta 1997 je nov uspeh dosegla s svojim petim albumom in pesmimi Kud' puklo da puklo, Ne znam šta si tugo moja, Ćerka in Ženske bubice.
Leta 2001 je Viki prestopila h glasbeni založbi Grand produkcija. Dve leti zatem je v svoji karieri postavila nov mejnik s svojim osmim studijskim albumom Mariš li, s katerega so v državi postale uspešnice pesmi Mariš li, Bajadera, Crno na belo, Ovog vikenda in Narukvice. Dokončno si je med največjimi zvezdami v državi utrdila mesto leta 2005 z albumom Mahi, mahi, s katerega je veliko priljubljenost doseglo vseh devet pesmi: Mahi, mahi, Prazan stan, Razlika, Nesanica, O kako boli, Ti muškarac, Curice, Da li si dobro spavao, Obeležena. O njeni tedanji priljubljenosti priča tudi njen prvi solistični koncert v Beogradu leta 2006 pred okoli 8000 gledalci. Uspešnejšo turnejo v tem času je izvedla samo Indira Radić. Kmalu zatem je njena priljubljenost začela upadati. Junija 2007 se je poročila z glasbenikom Draganom Taškovićem in oktobra istega leta rodila sina Andreja. Leta 2009 je izdala album Ovde se ne plače z najbolj poslušanimi pesmimi Ovde se ne plače, Hej, ko to pita, Dođavola sve in Idu mi, idu.
Leta 2011 je posnela pesmi Ko to zna in duet s Halidom Bešlićem Ne zna juče da je sad, kot tudi izdala kompilacijo svojih največjih hitov. Leto kasneje si je obnovila priljubljenost z novo pesmijo Rumba, leta 2013 pa izdala pesem Čiki liki lajla, priredbo bolgarske uspešnice. Spomladi leta 2014 je zmagala na prvem Pinkovem glasbenem festivalu. Leta 2016 je izdala pesmi Opa, opa in Mene loše dobro kot najavo za enajsti studijski album.
Od sredine 10. sezone naprej je Viki članica žirije televizijskega glasbenega tekmovanja Zvezde Granda.

## Diskografija

### Albumi
- Loša sreća (1992)
- Hajde, vodi me odavde (1994)
- Svadbe neće biti (1995)
- Tunel (1996)
- Kud puklo da puklo (1997)
- Okrećem ti leđa, tugo (1998)
- Godine (2001)
- Mariš li (2003)
- Mahi, mahi (2005)
- Ovde se ne plače (2009)